# 삼현육각
삼현육각(三絃六角)은 국악에서 흔하게 쓰이는 악기 편성법 중 하나이다. 육잡이라고도 부른다.
향피리 2개, 대금, 해금, 장구, 북으로 편성되며, 때에 따라서는 다른 악기로 변경되거나 더 추가될 수 있다.

## 보유자

### 서울특별시 무형문화재
삼현육각은 궁중에서 연주되는 양식을 기본삼아 서울, 경기지방을 중심으로 전승된 수준높은 전통음악으로 종목 지정할 가치가 있으며, 피리의 최경만, 해금의 김무경, 대금의 이철주 모두 연주자로서 충분한 기량을 가지고 있어 보유자로 인정한다.
| 성명            | 성별 | 생년월일  | 기·예능 | 주소                                          | 지정일자        |
| --------------- | ---- | --------- | ------- | --------------------------------------------- | --------------- |
| 최경만 (崔慶萬) | 남   | 1947.2.1  | 피리    | 서울특별시 동작구 사당로16길 96, 102동 1103호 | 2014.5.15. 지정 |
| 김무경 (金茂慶) | 남   | 1949.1.16 | 해금    | 서울특별시 마포구 삼개로 33, 6동 702호        | 2014.5.15. 지정 |
| 이철주 (李鐵柱) | 남   | 1950.1.4  | 대금    | 서울특별시 노원구 동일로242나길 21, 501호     | 2014.5.15. 지정 |

## 참고 자료
- 삼현육각 - 국가유산청 국가유산포털